# Andreas Aren
Andreas Aren (Falun, 1985. november 28. –) svéd síugró, jelenleg a Holmens IF versenyzője.
Aren a 2003–04-es szezonban mutatkozott be a Világkupában, 2003 novemberében Kuusamóban szerepelt először. Részt vett 2004 januárjában a hakubai versenyeken, 58., illetve 56. lett. Elvitték Planicára is, ahol nem sikerült kvalifikálnia magát a versenyre. A következő idényben se járt több sikerrel.
A februári svéd házibajnokságban 2. lett Johan Erikson mögött, de hatalmas, 41 pontos lemaradással. A torinói olimpián a svédek nem vettek részt. A nyári Grand Prix-szezonban, Kranjban 47. lett, Oberhofban, október 3-án is indult, de nem tudta kvalifikálni magát, így a Grand Prix-n nem szerzett pontot.
2006. november 24-én, a 2006–07-es idény megnyitóján óriási meglepetésre a 17. helyen végzett (amihez a szélviszonyok is hozzájárultak). Főleg azért meglepő, mert az előző napon nem tudta kvalifikálni magát a versenyre (aztán a kvalifikációt törölték). Eddig 6 Világkupa-versenyen vett részt. Jelenleg 21 ponttal 33. az összetettben.
Aren a svéd válogatott B-keretéhez tartozik (Isak Grimholmmal és Sebastian Ortnerrel együtt). Elan sílécekkel versenyez. Hobbija a zenehallgatás. Jelenleg egyedülálló.

## Világkupa
| Szezonok | Helyezés | Pontszám |
| -------- | -------- | -------- |
| 2003–04  | –        | –        |
| 2004–05  | –        | –        |
| 2005–06  | –        | –        |
| 2006–07  |          |          |

## Kontinentális Kupa
| Szezonok | Helyezés | Pontszám |
| -------- | -------- | -------- |
| 2002–03  | 193.     | 7        |